# Portada/article desembre 3

## Escultura etrusca
L'escultura etrusca va ser una de les expressions artístiques més importants del poble etrusc, el qual va habitar la regió del nord i centre d'Itàlia aproximadament entre els segles IX i I aC. El seu art derivava, en gran part, de l'art grec, però també es va desenvolupar amb moltes característiques pròpies.